# Marilyn Nelson
Marilyn Nelson connue également sous le nom de Marilyn Nelson Waniek, née le 6 avril 1946 à Cleveland dans l'État de l'Ohio (États-Unis), est une poète, traductrice, auteure de livres pour la jeunesse et professeur d'université afro-américaine.

## Biographie

### Jeunesse et formation
Marilyn Nelson, est la fille d'un militaire de carrière Melvin M. Nelson, un pilote qui faisait partie des Tuskegee Airmen et d'une institutrice Johnnie Mitchell Nelson. Elle commence à écrire ses premiers poèmes alors qu'elle est écolière en primaire. Après ses études secondaires à la Hiram W. Johnson High School (en) de Sacramento, elle est acceptée à l'université de Californie à Davis, après l'obtention de son Bachelor of Arts (licence) en 1968, elle poursuit ses études à l'université de Pennsylvanie d'où elle sort avec un Master of Arts en 1970, enfin elle soutient son doctorat (Ph.D) en 1979 à l'université du Minnesota.

### Carrière
De 1969 à 1970, elle enseigne au National Lutheran Campus Ministry, puis elle est embauchée comme maître-assistant de littérature anglaise au Lane Community College (en) d'Eugene dans l'État de l’Oregon de 1970 à 1972. 
En fin de l'année 1972, elle part au Danemark, enseigner comme professeur de littérature anglaise au Nørre Nissum Seminarium (da) de Nørre Nissum (da). De retour aux États-Unis, elle est professeur de littérature anglaise au St. Olaf College (en) de  Northfield, dans l'État du Minnesota de 1973 à 1978. De 1978 à 1982, elle enseigne à l'université du Connecticut de  Storrs (comté de Tolland) en tant que maître-assistant, puis de 1982 à 1988 comme maître de conférence et professeure titulaire de chaire de littérature anglaise de 1988 à 2002, et enfin, après sa retraite, elle est nommée Professeur émérite,.  

### Vie privée
Elle se marie par deux fois, en 1970 avec Erdmann F. Waniek dont elle divorce en 1979, puis avec Roger R. Wilkenfeld en 1979 (divorce en 1995), ensemble ils ont deux enfants Jacob et Dora.

## Regards sur son œuvre
Elle utilise le style du récit pour enfants et adolescent pour faire des critiques de l'esclavage, du racisme avec humour et douceur.
Ses poèmes abordent avec lyrisme divers thèmes : le racisme, l'esclavage, la condition féminine, le mariage, la vie domestique, la vie contemplative.

## Œuvres

### Recueils de poèmes
- (en-US) For the Body : Poems, Baton Rouge, Louisiana State University Press, 1er octobre 1978, 96 p. (ISBN 9780807104637, lire en ligne),
- (en-US) Mama's Promises: Poems, Baton Rouge, Louisiana State University Press, 1er octobre 1985, 70 p. (ISBN 9780807112496, lire en ligne),
- (en-US) Homeplace : Poems, Baton Rouge, Louisiana State University Press, 1er janvier 1990, 72 p. (ISBN 9780807116418, lire en ligne),
- (en-US) Magnificat : Poems, Baton Rouge, Louisiana State University Press, 1er septembre 1994, 72 p. (ISBN 9780807119211, lire en ligne),
- (en-US) The Fields of Praise : New and Selected Poems, Baton Rouge, Louisiana State University Press, 1er mai 1997, 228 p. (ISBN 9780807121757, lire en ligne),
- (en-US) Rumors of Troy : Poems Inspired by the Iliad, Boston, Pearson Custom Publishing, 2001, 90 p. (ISBN 9780536622839),
- (en-US) The Cachoeira Tales and Other Poems : An Anthology of Revisionist Writings, Baton Rouge, Louisiana State University Press, 28 mai 2005, 68 p. (ISBN 9780807130643, lire en ligne),
- (en-US) Faster Than Light: New and Selected Poems, 1996-2011, Baton Rouge, Louisiana State University Press, 12 novembre 2012, 178 p. (ISBN 9780807147344, lire en ligne),
- (en-US) My Seneca Village, South Hampton, New Hampshire, Namelos, 23 juin 2015, 110 p. (ISBN 9781608981960, lire en ligne),
- (en-US) The Meeting House, Simsbury, Connecticut, Antrim House, 16 septembre 2016, 64 p. (ISBN 9781943826124),
- (en-US) Mrs. Nelson's Class (en collaboration avec Jeanine Hathaway), World Enough Writers, 1er janvier 2017, 58 p. (ISBN 9781937797034),
- (en-US) Augusta Savage: The Shape of a Sculptor's Life, Henry Holt & Company, 14 septembre 2021, 160 p. (ISBN 9781250624604),

### Essais
- (en-US) Carver: A Life in Poems, Asheville, Caroline du Nord, Front Street, Incorporated, 23 avril 1997, rééd. 1 mai 2001, 112 p. (ISBN 9781886910539, lire en ligne),
- (en-US) Fair Warning: Leo Connellan And His Poetry (en collaboration avec Sheila A. Murphy), Ellington, Connecticut, Printed Matter Press, 2011, 212 p. (ISBN 9781933606255),

### Livres pour la jeunesse
- (en-US) Triolets for Triolet, Curbstone Press, 1er décembre 2001, 24 p. (ISBN 9781880684856),
- (en-US) Fortune's Bones: The Manumission Requiem (annotations de Pamela Espeland), Asheville, Caroline du Nord, Front Street, 1er novembre 2004, 40 p. (ISBN 9781932425123, lire en ligne)
- (en-US) A Wreath for Emmett Till (ill. Philippe Lardy), Boston, Houghton Mifflin / Books for Young Readers, 1er janvier 2005, 48 p. (ISBN 9780618397525, lire en ligne)[6],
- (en-US) Miss Crandall's School for Young Ladies & Little Misses of Color (en collaboration avec Elizabeth Alexander), Honesdale, Pennsylvanie, WordSong, 1er septembre 2007, 48 p. (ISBN 9781590784563),
- (en-US) The Freedom Business, Honesdale, Pennsylvanie, Wordsong, 28 juin 2006, rééd. 2008, 80 p. (ISBN 9781932425574, lire en ligne),
- (en-US) Pemba's Song: A Ghost Story (en collaboration avec Tonya C. Hegamin), Scholastic Press, 1er septembre 2008, 109 p. (ISBN 9780545020763),
- (en-US) Beautiful Ballerina (en collaboration avec Susan Kucklin), Scholastic Press, 1er septembre 2009, 32 p. (ISBN 9780545089203),
- (en-US) Sweethearts of Rhythm : The Story of the Greatest All-Girl Swing Band in the World (ill. Jerry Pinkney), Dial Books, 29 octobre 2009, 80 p. (ISBN 9780803731875),
- (en-US) Snook Alone (ill. Timothy Basil Ering), Candlewick Press, 14 septembre 2010, 48 p. (ISBN 9780763626679, lire en ligne),
- (en-US) Ostrich and Lark (ill. Artists of the Kuru Art Project in Botswana), Honesdale, Pennsylvanie, Boyds Mills Press, 1er septembre 2012, 40 p. (ISBN 9781590787021, lire en ligne),
- (en-US) How I Discovered Poetry (ill. Hadley Hooper), Dial Books, 14 janvier 2014, 112 p. (ISBN 9780803733046)[7],
- (en-US) American Ace, Dial Books, 12 janvier 2016, 128 p. (ISBN 9780803733053)[8],
- (en-US) The Baobab Room (en collaboration avec le Père Jacques de Foïard-Brown), Little Bound Books, 10 septembre 2019, 52 p. (ISBN 9781947003538),
- (en-US) Lubaya's Quiet Roar, Dial Books, 6 octobre 2020, 32 p. (ISBN 9780525555551),
- (en-US) Papa's Free Day Party (ill. William Anthony Still), East Orange, New Jersey, Just Us Books, Inc., 20 avril 2021, 34 p. (ISBN 9780940975729),

### Traductions
- (en-US) Inge Pedersen (trad. du danois par Marilyn Nelson), The Thirteenth Month [« Den trettende måned »], Oberlin, Ohio, Oberlin College Press, 15 décembre 2005, 56 p. (ISBN 9780932440365)[9],[10]
- (en-US) Halfdan Rasmussen, (trad. du danois par Marilyn Nelson, ill. Pierre Pratt), The Ladder, Cambridge, Massachusetts, Candlewick Press, 13 juin 2006, 54 p. (ISBN 9780763622824, lire en ligne)[11],
- (en-US) Halfdan Rasmussen (trad. du danois par Marilyn Nelson, ill. Kevin Hawkes), A Little Bitty Man and Other Poems for the Very Young, Somerville, Massachusetts, Candlewick Press, 9 août 2011, 32 p. (ISBN 9780763623791),

## Prix et distinctions
- 1982 : obtention d'une bourse attribuée par le National Endowment for the Arts, catégorie création littéraire[12].
- 2001 : obtention d'une bourse attribuée par la fondation John-Simon Guggenheim, catégorie poésie[13]
- 2012 : récipiendaire de la Frost Medal[14], décernée par la Poetry Society of America[15]
- 2013 : élection à la charge de Chancelière de l'Academy of American Poets[16].
- 2015 : lauréate du Los Angeles Times Book Prize, catégorie Young Adult Literature, pour son recueil de poèmes My Seneca Village[17],
- 2017 : lauréate du NSK Neustadt Prize for Children's Literature (en) décerné par la revue littéraire World Literature Today [18],[19],

### Notices dans des encyclopédies et manuels de références
- (en-US) African-American Writers: A Dictionary, Santa Barbara, Californie, ABC-CLIO, 1er juin 2000, 491 p. (ISBN 9780874369595, lire en ligne), p. 371,
- (en-US) The Concise Oxford Companion to African American Literature, New York, Oxford University Press, USA, 15 février 2001, 489 p. (ISBN 9780195138832, lire en ligne), p. 420-421,
- (en-US) Joyce Pettis, African American Poets: Lives, Works, and Sources, Westport, Connecticut, Greenwood Press, 30 mai 2002 (lire en ligne), p. 262-269,
- (en-US) Encyclopedia of African-American Writing, Amenia, New York, Grey House Publishing, 1er septembre 2009, 869 p. (ISBN 9781592372911, lire en ligne), p. 598-600,
- (en-US) Lisa Kumar (dir.), Something about the Author, Volume 227, Detroit, Gale Cengage, 26 juillet 2011, 359 p. (ISBN 9781414461304, lire en ligne), p. 128-133,

### Articles
- Communal Pondering in a Noisy World, interview menée par Krista Tippett pour "On Being", 2017[20],
- Marilyn Nelson Wins 2017 NSK Neustadt Prize in Children’s Literature, par Dennis Abraham pour "Publishing Perspectives", 2016[21]
- Through a Child’s Eyes | A Conversation with Marilyn Nelson, menée par Jennifer M. Brown pour le "Scholl Library Journal", 2014[22]
- How I Discovered Poetry’ by Marilyn Nelson, par Jan Gardner, pour le Boston Globe, 2014[23],
- Interview with Marilyn Nelson, par Diane Osen pour la National Book Foundation, 2007[24]
- 'A Dream of Freedom' and 'Fortune's Bones': America in Black and White, par theodor Rosengarten, pour le New York Times, 2004[25]
- A Conversation with Marilyn Nelson, interview menée par Jeanne Murray Walker pour la revue "Image", non daté[26]